# Kathryn Stockett
Kathryn Stockett (Jackson, Mississipi, 1969) és una escriptora estatunidenca. Es va fer famosa l'any 2009 amb la seva primera novel·la, The Help, que tracta sobre les criades afroamericanes que trebaven a les cases dels blancs de Jackson, Mississipi, durant la dècada dels 60.

## Carrera
Stockett va treballar en l'edició de revistes mentre vivia a la Ciutat de Nova York, abans de publicar la seva primera novel·la. Va trigar cinc anys a escriure The Help, i el llibre va ser refusat per 60 agents literaris abans que l'agent Susan Ramer acordés representar Stockett. The Help ja s'ha publicat en 42 llengües. A l'agost de 2012, ja havia venut deu milions de còpies i havia estat més de 100 setmanes a la llista dels més venuts del The New York Times. The Help va ocupar les posicions dels més venuts al cap de pocs mesos de ser publicat.

## Vida personal
Stockett va créixer a Jackson, Mississipi. Després de graduar-se a la Universitat d'Alabama en un grau d'Anglès i Escriptura Creativa, es va traslladar a la Ciutat de Nova York. Hi va viure durant 16 anys, treballat en la publicació de revistes i màrqueting. És divorciada i té una filla.
A la seva primera novel·la, Stockett va demostrar un gran coneixement de la vida d'una treballadora domèstica afroamericana.
Ablene Cooper, que havia treballat pel germà de Stockett, va presentar una demanda en un tribunal de Mississipi, acusant Stockett d'haver-se inspirat en ella i d'haver fet el llibre utilitzant la seva imatge. El tribunal va desestimar el cas per haver prescrit. Stockett nega l'acusació i diu que només va conèixer Ablene Cooper breument.